# Paniówki
Paniówki est une localité polonaise de la gmina de Gierałtowice, située dans le powiat de Gliwice en voïvodie de Silésie.